# 北區廳站
北區廳站（：／ Buk-gucheong yeok */?）是大邱地鐵3號線沿線的一座高架車站，位於韓國大邱廣域市西區院垈洞2街，韓語副站名為「DGB大邱銀行園地」（DGB대구은행파크）。

## 車站結構
站體為2面2線側式月台的高架車站，候車月台設有半高式月台門，並有4處出口。
站體外部與月台以升降機直接連結。

### 月台配置
| 院垈 ↑     |
| \| 上      |
| ↓ 達城公園 |

| 月台 | 路線               | 目的地                           |
| ---- | ------------------ | -------------------------------- |
| 上行 | ●大邱都市鐵道3號線 | 院垈、八達市場、漆谷慶大醫院方向 |
| 下行 | ●大邱都市鐵道3號線 | 達城公園、西門市場、龍池方向     |

## 歷史
- 2015年4月23日：開通使用。

## 車站周邊
- 北區廳
- 古城洞郵局
- 古城洞居民中心
- 大邱北部警察署
- 北大邱税務署
- 大邱市立北部圖書館
- 大邱市民運動場（朝鲜语：대구시민운동장）
  - 大邱市民運動場棒球場
  - DGB大邱銀行園地（朝鲜语：DGB대구은행파크）
- 國民年金公團西大邱支社
- 韓國電力公社大邱地區本部
- KT北大邱營業所
- SK电讯大邱Network本部
- 大邱達山初等學校
- 大邱達成初等學校
- 慶一中學
- E-mart七星店
- 大邱（七星路）Megabox

## 圖片

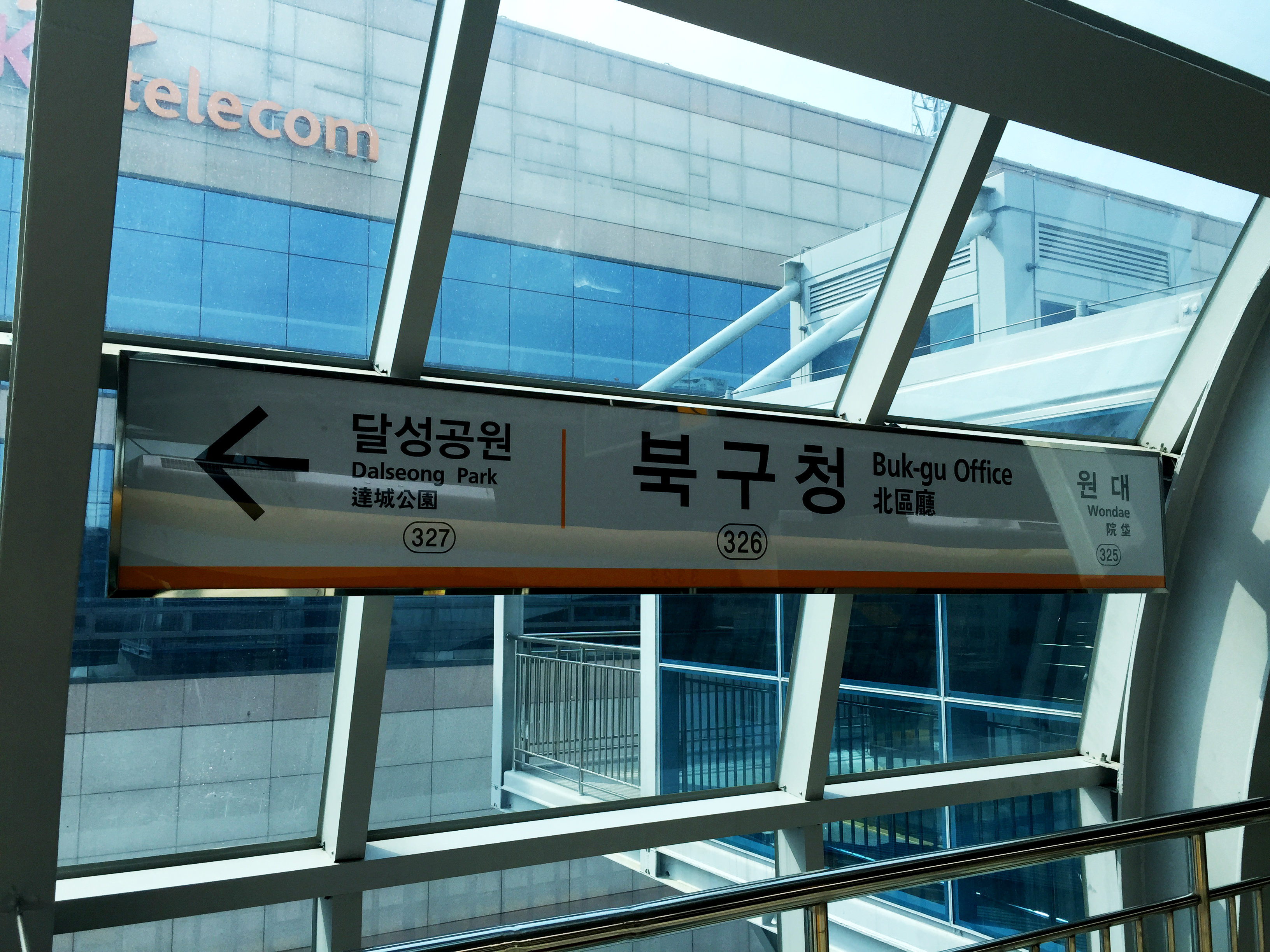
站名牌
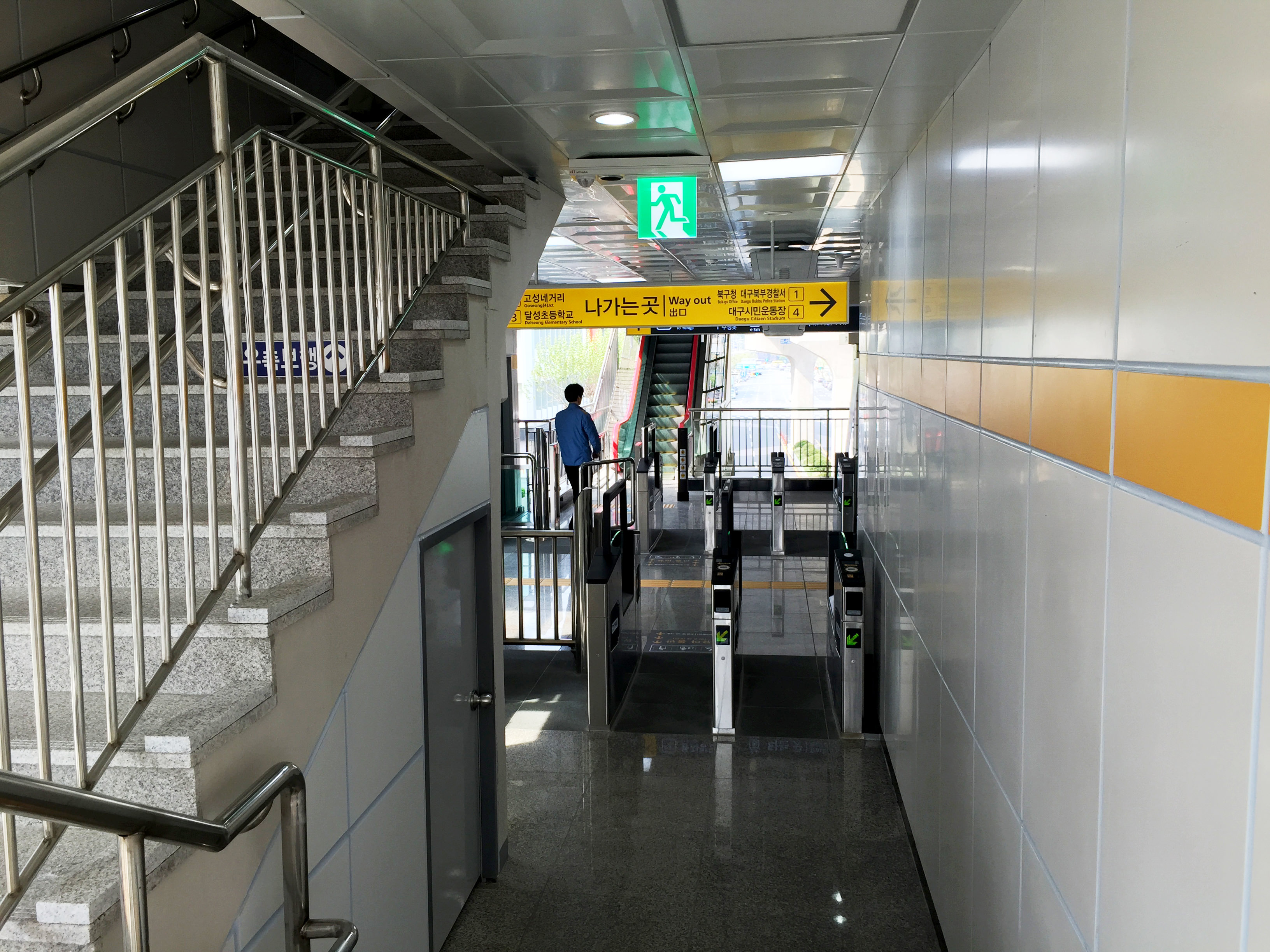
剪票閘口
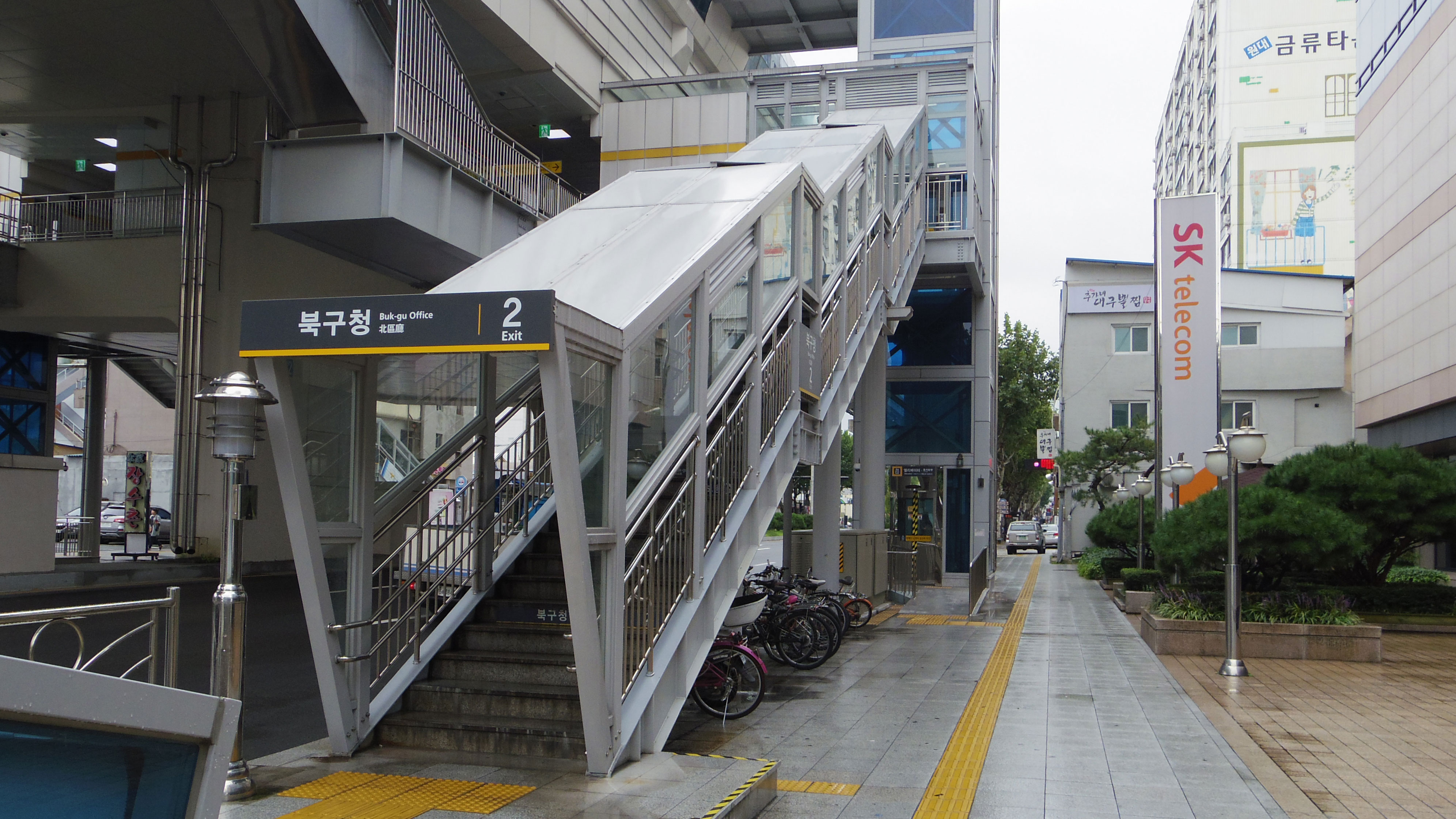
2號出口

## 相鄰車站
大邱都市鐵道公社
●大邱都市鐵道3號線
院垈（325）－北區廳（326）－達城公園（327）